# لینوکس مینت
لینوکس مینت (به انگلیسی: Linux Mint) یک توزیع لینوکس بر پایه اوبونتو است و انواع نرم‌افزارهای آزاد و متن باز را در خود دارد. هدف مینت «یک سیستم‌عامل زیبا و راحت است که قدرت و راحتی استفاده را هم‌زمان با هم داشته باشد». این توزیع مناسب استفادهٔ آسان و سادگی نصب برای کاربرانی است که تاکنون تجربه‌ای با لینوکس نداشته‌اند.
لینوکس مینت از چندین بستهٔ نرم‌افزاری مختلف تشکیل شده که بیشتر آن‌ها تحت یکی از مجوزهای آزاد منتشر شده‌اند. مجوز اصلی لینوکس مینت، جی‌پی‌ال همراه با ال‌جی‌پی‌‌ال است.
لینوکس مینت به وسیلهٔ جامعهٔ کاربری‌اش پایه‌گذاری شده‌است. کاربران انفرادی و شرکت‌هایی که از لینوکس مینت استفاده می‌کنند به عنوان اهداکنندگان، حامیان مالی و همکاران این توزیع شناخته می‌شوند. کمک‌های مالی از طرف جامعهٔ کاربری و تبلیغات روی وبگاه‌ها کمک می‌کنند تا لینوکس مینت رایگان و یک نرم‌افزار آزاد باقی بماند.
در سپتامبر ۲۰۱۰، لینوکس مینت نگارش جدید LMDE را ارائه کرد که مستقیم از توزیع دبیان منشعب شده‌است و از ویژگی‌های این نگارش می‌توان از انتشار غلتان نام برد. بدین معنی که به‌طور پیوسته بروز می‌شود و به نصب مجدد برنامه‌ها نیازی نیست.

## تاریخچه
لینوکس مینت در سال ۲۰۰۶ با انتشار بتا نسخه ۱ که بر پایه کوبونتو بود با اسم رمز «آدا» کار خود را شروع کرد. در پی این انتشار نسخه ۲ یا «باربارا» به عنوان اولین نسخه بر پایه اوبونتو منتشر شد. مینت از این نسخه تا «کاساندار» که سومین نسخه‌اش بود کاربران اندکی داشت.

## هدف
هدف لینوکس مینت فراهم نمودن یک سیستم عامل برای رایانه‌های رومیزی است که کاربران خانگی و شرکت‌ها بتوانند بدون صرف هزینه، به بهترین نحو از آن استفاده کنند؛ به صورتی که هم مفید و مؤثر باشد و هم تا حد ممکن راحت و زیبا.

## نسخه‌ها
لینوکس مینت دارای سه نسخۀ است که میزکارهای متفاوتی را ارائه می‌دهند.
- نسخۀ سینامون
- نسخه ماته
- نسخه اکس‌اف‌سی‌ای

## ویژگی‌ها
لینوکس مینت در درجۀ اول دارای نرم‌افزارهای آزاد و متن باز است. تا قبل از نسخۀ ۱۸، برخی از نرم‌افزارهای انحصاری و متن بسته مانند درایورهای دستگاه، ادوبی فلش و کدک‌ها برای پخش ام‌پی‌تری و DVD-Video، با مینت همراه بودند. از نسخۀ ۱۸.۱، گزینه‌ای به نصب کنندۀ لینوکس مینت اضافه شد تا کاربر به دلخواه خود بتواند بسته‌های انحصاری را نصب کند.
لینوکس مینت دارای طیف گسترده‌ای از نرم‌افزارها مانند لیبره آفیس،  فایرفاکس، تاندربرد، Transmission و وی‌ال‌سی است. سایر نرم‌افزارها می‌توانند از طریق فروشگاه و مدیربسته اَپت نصب شوند.
مینت همچنین در هنگام دانلود فایل iso، سه نسخۀ سینامون، ماته و اکس‌اف‌سی‌ای را ارائه می‌دهد که تنها تفاوت‌شان، میزکارهایی با همین نام‌ها هستند. سایر میزکارها مانند گنوم و کی‌دی‌ای می‌توانند بعد از نصب مینت، از طریق فروشگاه و مدیربسته اَپت نصب شوند.

## نگارخانه

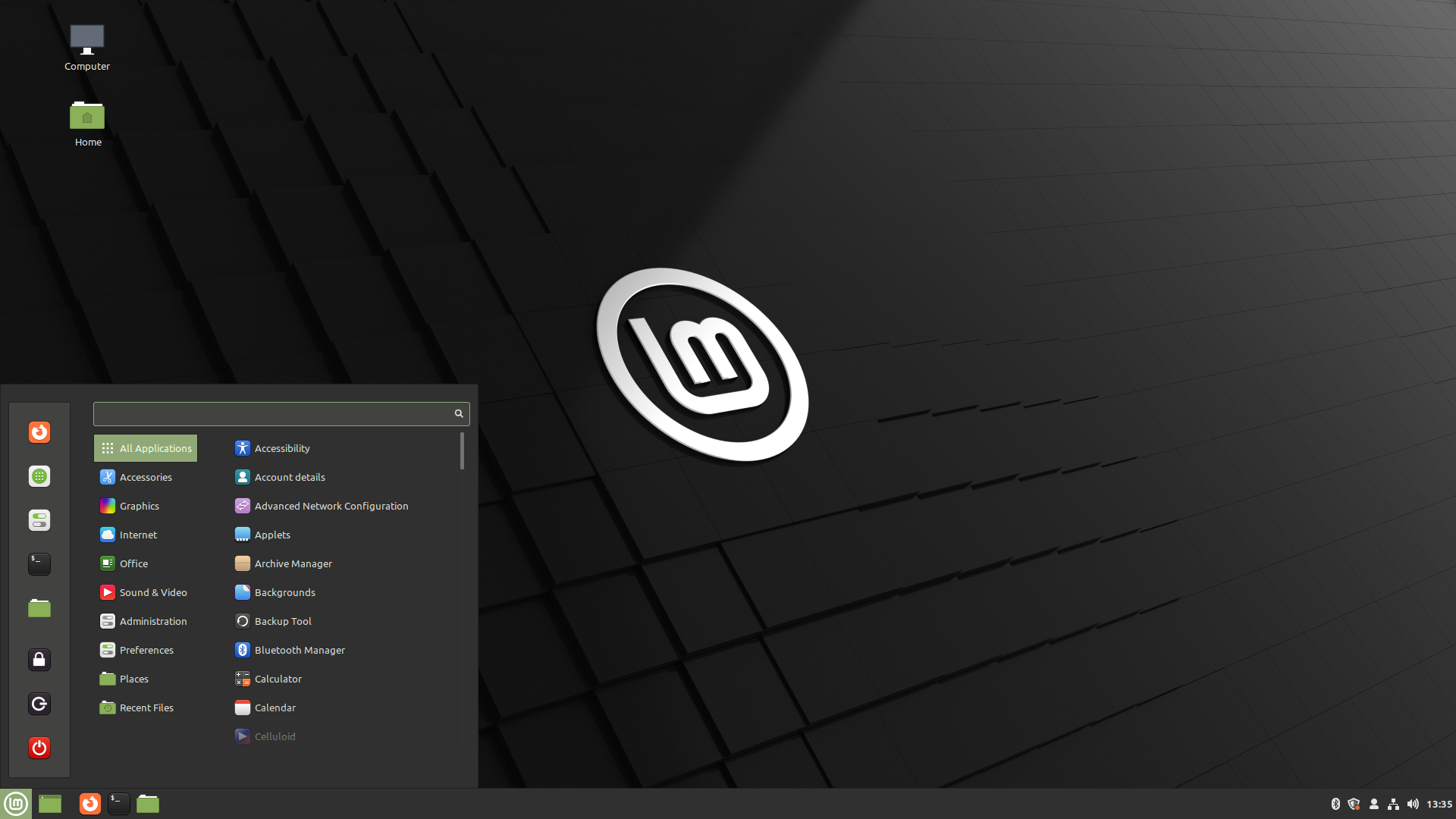
نسخۀ سینامون
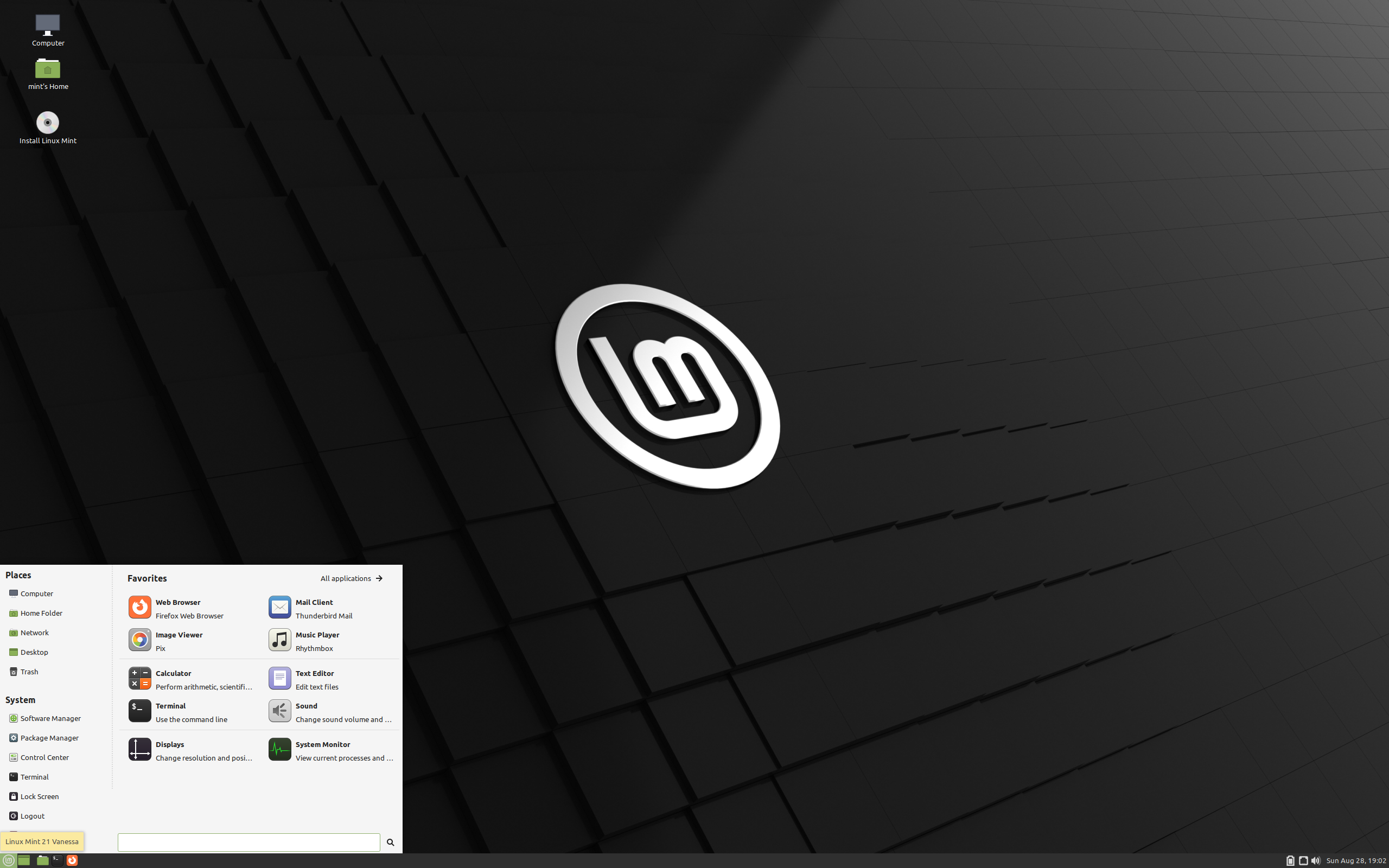
نسخۀ ماته
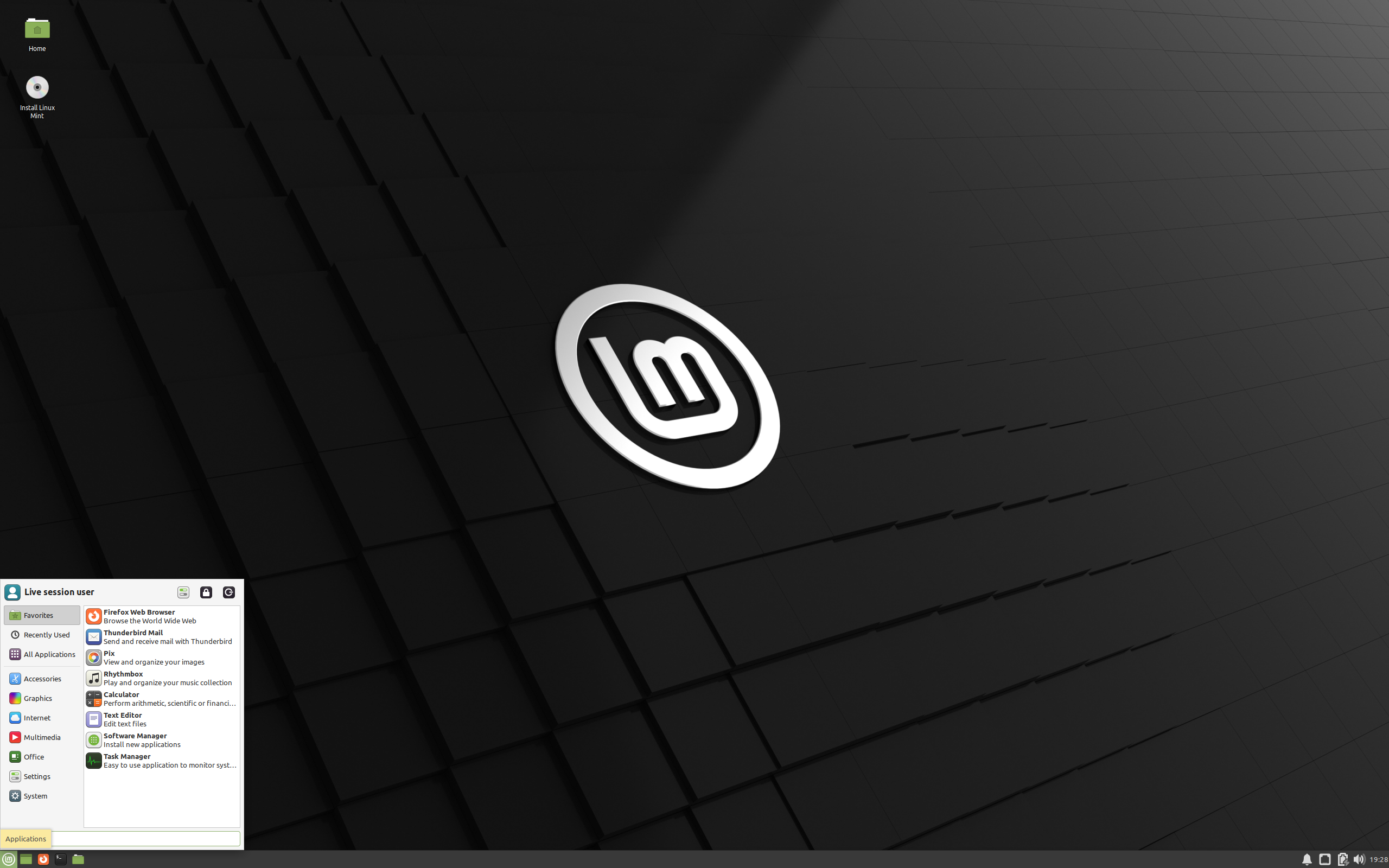
نسخۀ اکس‌اف‌سی‌ئی